# Nogizaka Haruka no Himitsu
Nogizaka Haruka no Himitsu (яп. 乃木坂春香の秘密 Ногидзака Харука но Химицу, букв. «Секрет Харуки Ногидзаки») — японское ранобэ, автором которого является Юсаку Игараси (五十嵐雄策), а иллюстратором — художник под псевдонимом «Ся» (しゃあ). На июнь 2009 года вышло 10 томов романа. По сюжету романа была также издана манга, а в 2008 году по телевидению был показан 12-серийный аниме-сериал производства Studio Barcelona. С октября по декабрь 2009 года показывался второй сезон сериала под названием Nogizaka Haruka no Himitsu: Purezza (производства той же Studio Barcelona, к тому времени переименованной в Diomedéa).

## Сюжет
История разворачивается в Академии Хакудзё, частной средней школе в Японии, и рассказывает о Юто Аясе и его однокласснице Харуке Ногидзаке. В то время как Юто довольно обыкновенный, Харука очень привлекательна, умна и богата, что делает её самой недосягаемой девушкой в школе, которую боготворят её сверстники. Однажды хороший друг Юто, Нобунага Асакура, просит его вернуть книгу в школьную библиотеку, и в тот момент, когда он идет, чтобы вернуть её, Юто натыкается на Харуку. Именно тогда он узнаёт, что она хранит секрет в течение многих лет - она страстная поклонница аниме, манги и культуры отаку. Юто обещает держать свой рот закрытым, поскольку хобби Харуки считается недостойным её статуса. Юто и Харука становятся близкими друзьями и начинают проводить большую часть своего времени вместе. Юто делает все возможное, чтобы сохранить эту тайну и на этом их общем секрете завязываются их отношения.

## Персонажи

### Главные герои
Юто Аясэ (яп. 綾瀬 裕人 Аясэ Юуто) — является главным героем этой истории. Он учится в частной школе. Однажды, относя журнал своего одноклассника в библиотеку, он встречает там Харуку, где он и узнаёт о её тайном увлечении аниме и мангой. После этого между ними завязывается дружба, но многие одноклассники испытывают зависть к нему из-за того, что он общается с Харукой. Юто живёт вместе со старшей сестрой Руко. Даже если он и Харука довольно близкие друзья, порой он считает, что из-за того, что он не богат, он не может быть её другом.
Сэйю: Ватару Хатано.
Харука Ногидзака (яп. 乃木坂 春香 Ногидзака Харука) — одноклассница Юто. Её боготворят в школе за ум и красоту, она считается самой недосягаемой девушкой в школе. Одноклассники называют её Серебряная Звезда Ночи и Сверкающая Принцесса Фортепиано. Она очень хорошо играет на фортепиано и даже побеждала в нескольких международных соревнованиях. Харука очень наивная и немного неуклюжая девушка. Её тайна состоит в том, что она поклонница аниме, манги и всей культуры отаку, а в особенности — аниме персонажа «Неуклюжее Дитя, Аки-тян», чьи коронные позы Харука регулярно копирует. В прошлой школе её тайна была разоблачена, из-за чего ей даже пришлось перевестись в другую школу и теперь она хранит всё это в тайне. Когда Юто узнаёт об этом, он обещает, что никогда и никому не расскажет о её тайне. Так они становятся друзьями.
Кроме этого сама Харука происходит из богатой и влиятельной семьи, поэтому все свои интересы к аниме ей приходится держать втайне от всех и даже от своей семьи (хотя, фактически о её увлечении знают все, кроме её отца). Однажды в детстве Харука сбежала в парк, когда отец отругал её, там она и встретила мальчика, который дал ей первый номер «Невинной улыбки». Так и началось её увлечение аниме, а мальчиком, что дал ей этот журнал, был Юто. В любовных вопросах Харука ничего не понимает и ориентируется, основываясь на собственной интуиции. Так, хотя она расстраивается, обнаружив Юто лежащим на Сине, понять, в чём же причина её расстройства, она не может.
Сэйю: Мамико Ното.

### Семья Ногидзака
Мика Ногидзака (яп. 乃木坂 美夏 Ногидзака Мика) — младшая сестра Харуки, 14 лет. Увлекается скрипкой, сквошем и заботой о диких свинках. Она очень любит шпионить за своей старшей сестрёнкой и Юто. По сравнению со своей сестрой она больше осведомлена в вопросах любви и отношений с противоположным полом. Ей нравится дразнить и подшучивать над Харукой и Юто в плане их отношений. Сам Юто ей очень нравится, и временами её заигрывания с ним носят реальную подоплёку.
Сэйю: Май Гото.
Гэнто Ногидзака (яп. 乃木坂 玄冬 Ногидзака Гэнтоу) — отец Харуки, ненавидит мангу и аниме. Использует сеть шпионов и отряд «Адских Гончих» с целью слежки за дочерью и возвращения её домой. Ведёт себя как типичный злодей, но не смеет перечить своей жене, которую очень любит, но в то же время побаивается и находится у неё под каблуком. Однако несмотря ни на что очень любит своих дочерей и ревнует их к Юте. Оружие — катана.
Сэйю: Фумихико Татики.

### Второстепеные персонажи
Нанами Нанасиро (яп. 七城 那波 Нанасиро Нанами) — служанка третьего разряда в доме Ногидзака. Как и Мика, большая любительница шпионажа и зачастую действует с ней в паре.
Сэйю: Кана Уэда.
Хадзуки Сакурадзака (яп. 桜坂 葉月 Сакурадзака Хадзуки) — старшая служанка в доме Ногидзака. По совместительству — телохранитель Харуки. Любит мягкие игрушки. Оружие — бензопила.
Сэйю: Каори Симидзу.
Руко Аясэ (яп. 綾瀬 ルコ Аясэ Руко) — старшая сестра Юто, живёт с Юто. Любит выпить. Младшего брата тоже любит, но выражает любовь в лёгком издевательстве и заставляет его готовить для неё, делать массаж и многое другое. В первом сезоне при первой же встрече поняла, что между Ютой и Харукой уже есть чувства и попросила Харуку заботиться о Юте. Оружие — меч.
Сэйю: Хитоми Набатамэ.
Юкари Камисиро (яп. 上代 由香里 Камисиро Юкари) — учительница в школе Юто и его сожитель. Как и Руко, любит выпить. В пьяном виде — пристает к Юто, в трезвом — пытается вызвать к себе интерес учеников своими купальниками (без особого успеха), никогда не теряет оптимизма. Оружие — этикетки от сушёной рыбы.
Сэйю: Мию Мацуки.

## Медиа

### Роман
Ногизака Харука начиналась как серия легких романов, написанных Юсаку Игараси и нарисованных Шаа. Первоначально ранобэ начала сериализацию в ныне не существующем журнале MediaWorks «Лайт-Новелла» Dengeki hp с выходом 30-го тома 18 июня 2004 года. Вторая глава была опубликована в томе 31 того же журнала 21 августа 2004 года. Менее чем за два месяца позднее, 10 октября 2004 года, ASCII Media Works опубликовала первый переплетённый том серии под своим печатным изданием Dengeki Bunko, а по состоянию на 10 января 2012 года было опубликовано 15 томов. Окончательный том будет выпущен 10 июля 2012 года. Дополнительные главы также были опубликованы в томах Денгеки: 34, 35, 41 и 47. Майничи Симбун сообщил, что по состоянию на январь 2008 года более 700 000 экземпляров первых семи томов были продано.

### Манга
Адаптация манги, проиллюстрированная Ясухиро Миямой, была опубликована в журнале Dengeki Moeoh издательства ASCII Media Works в период с октября 2006 года по август 2010 года. С 15 ноября 2007 года по 27 ноября 2010 года под печатью Dengeki Comics от издательства ASCII Media Works.

### Радиопостановка
Радиопостановка из четырёх эпизодов, которая впервые вышла в эфир 27 октября 2007 года в эфире радиопрограммы Dengeki Taishō от издательства ASCII Media Works . 10 января 2008 года был выпущен часовой драматический диск, который дополняет историю из второго эпизода радиопередачи. Голоса, представленные для обеих драм, были одинаковыми, и для адаптации аниме использовался один и тот же актёрский состав.

### Аниме
Nogizaka Haruka no Himitsu была адаптирована в виде аниме из 12 эпизодов и транслировалась в Японии с 3 июля по 25 сентября 2008 года в телевизионной сети Chiba. Аниме создавалась Studio Barcelona, режиссёром которого был Муненори Нава. С 26 сентября 2008 года по 27 февраля 2009 года компания Geneon Entertainment выпустила шесть сборников на DVD-дисках. Набор коробок для дисков Blu-ray этой серии был выпущен в Японии 26 сентября 2009 года.
- Начальная тема: Первый сезон
- «Tomadoi Bitter Tune» — исполняет Хитоми Набатамэ
- Завершающая тема: Первый сезон
- «Hitosashiyubi Quiet!» — исполняет Кана Уэда

Второй аниме-сериал под названием «Nogizaka Haruka no Himitsu: Purezza» (Ногизака Харука но Химитсу: Пюаретца) был объявлен к выпуску в брошюре, включённой в десятый том света Спайс и Волк. Эта серия снова направлена Munenori Nawa и продюсирована студией Barcelona под названием Diomedéa. Второй сезон передал 12 эпизодов между 6 октября и 22 декабря 2009 года в Японии.
- Начальная тема: Второй сезон
- «Chōhatsu Cherry Heart» — исполняет Milan Himemiya and Chocolate Rockers
- Завершающая тема: Второй сезон
- «Hitosashiyubi Quiet!» — исполняет Кана Уэда

### OVA
OVA из четырёх эпизодов под названием «Секрет Харуки Ногидзаки: финал» был выпущен в период с 29 августа по 28 ноября 2012 года.

#### Список серий
| Секрет Харуки Ногидзаки | Секрет Харуки Ногидзаки                                         | Секрет Харуки Ногидзаки |
| № серии                 | Название                                                        | Трансляция в Японии     |
| ----------------------- | --------------------------------------------------------------- | ----------------------- |
| 1                       | О, нет (Oh, No)                                                 |                         |
| 2                       | Мой первый раз (My First Time)                                  |                         |
| 3                       | Я закончила (It’s Over)                                         |                         |
| 4                       | Это не странно, не так ли...? (It’s Not Weird Is It…?)          |                         |
| 5                       | Если будешь смотреть на меня так (If You Look At Me Like That…) |                         |
| 6                       | Летний Комикет (It’s Natsukomi)                                 |                         |
| 7                       | Я люблю тебя! (I Love You!)                                     |                         |
| 8                       | Онии-сан (…Onii~san)                                            |                         |
| 9                       | Я так счастлива (I’m So Happy…)                                 |                         |
| 10                      | Я хочу быть с тобой (I Want to Be With You…)                    |                         |
| 11                      | Извини, что задержалась (…Sorry to Keep You Waiting)            |                         |
| 12                      | Это секрет! (It’s a Secret!)                                    |                         |

| Секрет Харуки Ногидзаки: Невинность | Секрет Харуки Ногидзаки: Невинность                       | Секрет Харуки Ногидзаки: Невинность |
| № серии                             | Название                                                  | Трансляция в Японии                 |
| ----------------------------------- | --------------------------------------------------------- | ----------------------------------- |
| 1                                   | Я хочу пойти с тобой (I Want To Come With You)            |                                     |
| 2                                   | Пожалуйста, вставь (Please Put It In)                     |                                     |
| 3                                   | Ах, Ой... (Ah! Ouch…)                                     |                                     |
| 4                                   | Запах Юто-сана (Yuuto-san’s Scent)                        |                                     |
| 5                                   | О да… (Oh Yes…)                                           |                                     |
| 6                                   | Моё тело все в огне (My Body Is Burning Up)               |                                     |
| 7                                   | Это, возможно, вошло (It Might Have Gone In)              |                                     |
| 8                                   | Я заставлю тебя (I’ll Do You)                             |                                     |
| 9                                   | Это мой первый раз (It’s My First Time)                   |                                     |
| 10                                  | Это будет вот так (It’s Gotten Like This)                 |                                     |
| 11                                  | Я хочу продолжать ощущать это (I Want to Keep Feeling It) |                                     |
| 12                                  | Это обещание! (It’s a Promise)                            |                                     |

| Секрет Харуки Ногидзаки: Финал | Секрет Харуки Ногидзаки: Финал                                                   | Секрет Харуки Ногидзаки: Финал |
| № серии                        | Название                                                                         | Трансляция в Японии            |
| ------------------------------ | -------------------------------------------------------------------------------- | ------------------------------ |
| 1                              | Я снова сделал замечательные воспоминания (I Made Wonderful Memories Once Again) |                                |
| 2                              | Я люблю тебя (I Love You)                                                        |                                |
| 3                              | Я люблю аниме! (I Love Anime!)                                                   |                                |
| 4                              | Это секрет между нами (It`s a Secret, Between Us)                                |                                |